# 貢山トールン族ヌー族自治県
貢山トールン族ヌー族自治県（こうさんトールンぞくヌーぞくじちけん）は中華人民共和国雲南省怒江リス族自治州に位置する自治県。国家級貧困県に指定されている。

## 地理
貢山県は雲南省北西部、怒江中流域に位置している。北部は、チベット自治区・ニンティ市（一部インドとの国境紛争地帯）と接し、北東部は、デチェン・チベット族自治州・徳欽県と接し、南東部は、デチェン・チベット族自治州・維西リス族自治県接し、南部は、福貢県と接し、西部は、ミャンマー・カチン州・ミッチーナー県と国境を接している。

## 歴史
漢代は越嵩郡に、唐代は剣川節度、宋代は謀統府が置かれた。元朝は大理国を滅亡させると臨西県の管轄とし、清末まで踏襲された。
中華民国が成立した1912年、貢山地区に殖辺総局が置かれ開発が着手され、1916年には独立した行政区として初めて貢山行政区が設置された。1950年には貢山県が成立し、1956年10月に民族自治県に改編され現在に至っている。

## 行政区画
| 区分 | 数 | 名称               |
| ---- | -- | ------------------ |
| 鎮   | 2  | 茨開 丙中洛        |
| 郷   | 3  | 捧当 普拉底 独竜江 |

## 交通

### 空港
- 怒江六庫空港（中国語版）（2023年開港予定）
- 怒江貢山空港（中国語版）（2022年開港予定）
- 怒江蘭坪空港（中国語版）（2020年開港）

### 道路
- 高速道路

- 省道
- 228省道
- 318省道

## 健康・医療・衛生
- 貢山独龍族怒族自治県人民医院
- 貢山独龍族怒族自治県衛生防疫站